# Sainte-Colombe-sur-Loing
Sainte-Colombe-sur-Loing ist eine Ortschaft mit 232 Einwohnern (Stand: 1. Januar 2022) in der französischen Gemeinde Treigny-Perreuse-Sainte-Colombe im Département Yonne in der Region Bourgogne-Franche-Comté (vor 2016 Bourgogne).
Die früher selbstständige Gemeinde Sainte-Colombe-sur-Loing wurde mit Wirkung vom 1. Januar 2019 mit der Gemeinde Treigny zur Commune nouvelle Treigny-Perreuse-Sainte-Colombe zusammengeschlossen und hat seither des Status einer Commune déléguée. Die Gemeinde Treigny gehörte zum Arrondissement Auxerre und zum Kanton Vincelles (bis 2015: Kanton Saint-Sauveur-en-Puisaye).

## Geographie
Sainte-Colombe-sur-Loing liegt etwa 37 Kilometer südwestlich von Auxerre. Hier entspringt der Loing. Umgeben wird Sainte-Colombe-sur-Loing von den Nachbargemeinden Moutiers-en-Puisaye im Norden und Nordwesten, Saints-en-Puisaye im Norden und Nordosten, Thury im Osten und Nordosten, Lainsecq im Osten und Südosten.

## Geschichte
Von 1972 bis 1976 bildete Sainte-Colombe-sur-Loing mit Treigny eine Gemeinde.

## Bevölkerungsentwicklung
| Jahr                      | 1962 | 1968 | 1975 | 1982 | 1990 | 1999 | 2006 | 2013 |
| Einwohner                 | 313  | 282  | 236  | 232  | 219  | 211  | 191  | 197  |
| Quelle: Cassini und INSEE |      |      |      |      |      |      |      |      |

## Sehenswürdigkeiten
- Kirche Sainte-Colombe, seit 1913 Monument historique

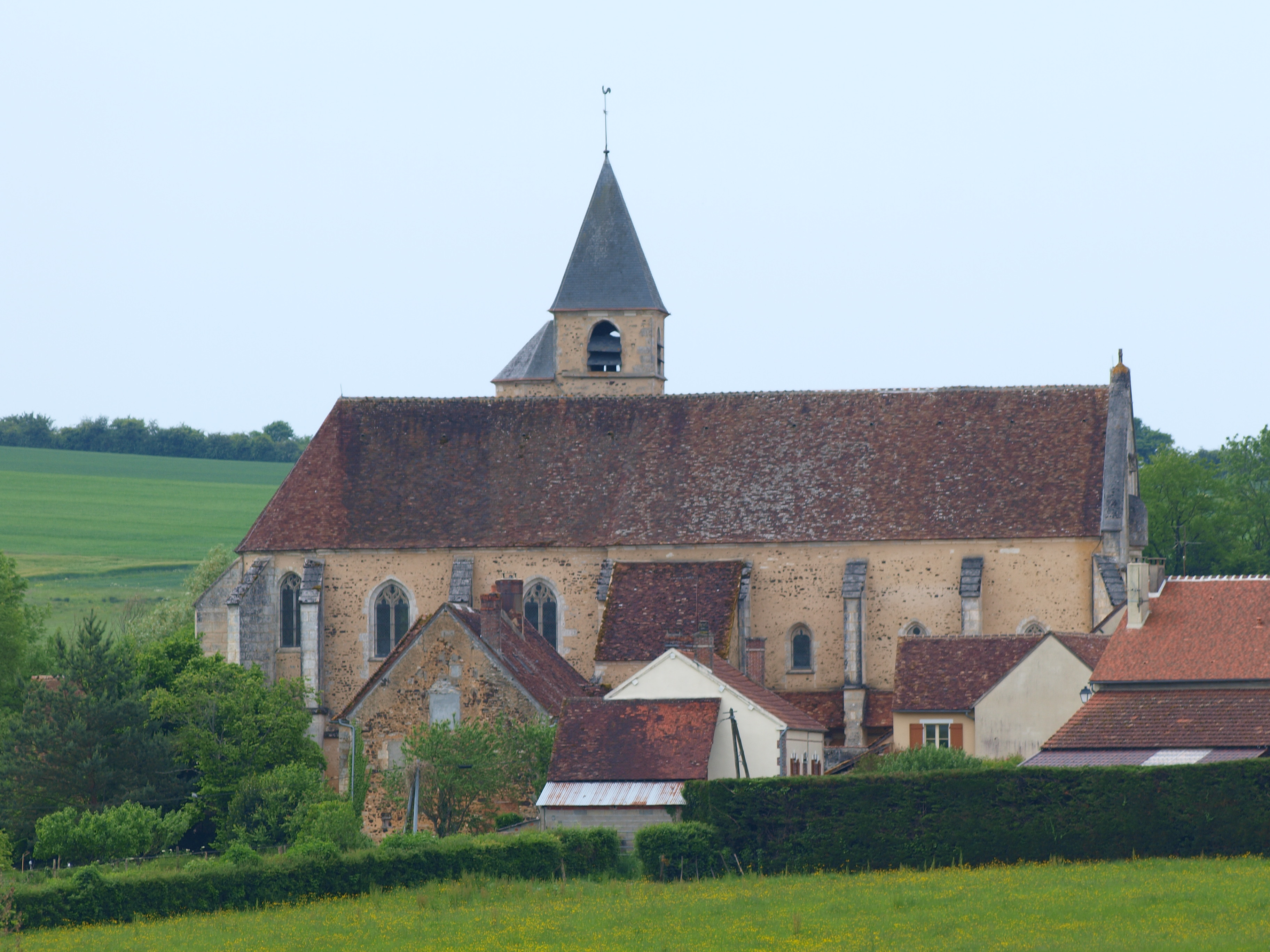
Kirche Sainte-Colombe